# Kiểu dữ liệu C
Bản mẫu:Thư viện chuẩn C
Trong ngôn ngữ lập trình C, kiểu dữ liệu (tiếng Anh: data type) là khai báo cho địa chỉ bộ nhớ hay 
biến mà xác định đặc tính của dữ liệu được lưu trữ và các hàm (toán tử) để xử lý được phép liên quan đến chúng.
Ngôn ngữ C chung cấp các kiểu số học cơ bản, như kiểu số nguyên và số thực, và cú pháp để xây dựng kiểu mảng và phức hợp. Một số header trong thư viện chuẩn C chứa định nghĩa của các kiểu được hỗ trợ, với thuộc tính bổ sung, như cung cấp lưu trữ với kích thước chính xác, độc lập với cách hiện thực.